# Uttarakhand-Bewegung
Die Uttarakhand-Bewegung (Hindi उत्तराखण्ड राज्य आन्दोलन, englisch Uttarakhand movement) war eine politische Bewegung, die zur Gründung des indischen Bundesstaats Uttarakhand im Jahr 2000 beitrug.

## Geschichte

Die Region Uttarakhand kam im Jahr 1815 unter die Herrschaft der britischen Ostindien-Kompanie, nachdem jene die vorherigen Gurkha-Herrscher entmachtet hatte. Administrativ wurde sie 1902 Teil der United Provinces.
Nach der Unabhängigkeit Indiens 1947 wurden die United Provinces zum neuen Bundesstaat Uttar Pradesh. Im Rahmen der Neugliederung der indischen Bundesstaaten nach linguistischen Kriterien im States Reorganisation Act 1956 gab es auch Überlegungen, den großen Bundesstaat Uttar Pradesh in kleinere Bundesstaaten aufzuteilen. Keines der vorgeschlagenen Modelle sah jedoch die Schaffung eines eigenen Bundesstaats für die Bergregionen von Uttar Pradesh vor. Letztlich wurden diese Überlegungen alle verworfen und Uttar Pradesh in seinen Grenzen unangetastet gelassen.
Ab 1966–67 begann die Kommunistische Partei Indien (CPI) eine Agitation zur Schaffung eines autonomen Hill State, die jedoch kein größeres Echo hatte. In den 1970ern sprachen sich vereinzelte Politiker aus Uttarakhand für die Bildung eines eigenen Bundesstaats aus. Während der Zeit des Ausnahmezustands 1975–1977 wurden 1976 die Uttarakhand Yuva Morcha („Uttarakhand-Jugendfront“) und 1977 die Uttarakhand Sangharsh Vahini („Streitmacht für Uttarakhand“, USV) als Organisationen vor allem der Studentenschaft gegründet. Ab 1979 verfolgte die neu gegründete politische Partei Uttarakhand Kranti Dal („Revolutionäre Partei von Uttarakhand“, UKD) das politische Ziel der Schaffung eines eigenen Bundesstaats aus den Bergregionen von Uttar Pradesh. Die Motive für diese regionalen Autonomiebewegungen lagen vor allem in dem Gefühl, dass die Interessen der Bergregionen nicht genügend von der Regierung in Lucknow berücksichtigt würden. Die Bewegungen verbanden sich zum Teil mit der Chipko-Bewegung, die sich gegen die Ausbeutung und Abholzung der Wälder Uttarakhands wehrte. Die Kongresspartei-geführten Regierungen unter Indira Gandhi und Rajiv Gandhi verhielten sich den Bestrebungen zur Bildung eines eigenen Bundesstaats gegenüber ablehnend. Die UKD konnte keinen größeren politischen Einfluss gewinnen und wurde durch Abspaltungen bzw. Überläufer zu anderen Parteien geschwächt. In den 1980ern schloss sich auch die CPI(M-L)L der Bewegung für Uttarakhand an.
Einen entscheidenden Schub gewann die Bewegung, nachdem sich ab 1991 auch die Bharatiya Janata Party (BJP) diese Forderung zu eigen machte. Das primäre Motiv der BJP lag dabei in wahltaktischen Überlegungen, und 1991 gewann die BJP damit 17 der 19 Mandate von Uttarakhand bei der Parlamentswahl in Uttar Pradesh. Mulayam Singh Yadav von der Samajwadi Party sprach sich während seiner ersten Amtszeit als Chief Minister von Uttar Pradesh (5. Dezember 1989 – 23. Juni 1991) zunächst gegen die Bildung eines Bundesstaats aus, unterstützte dieses Vorhaben jedoch während seiner zweiten Amtszeit (4. Dezember 1993 – 2. Juni 1995). Widerstand regte sich in Uttarakhand gegen die von der Regierung Yadav im Juli 1994 beschlossene Stellenreservierung von 27  % für die Other Backward Classes, die in Uttarakhand nur 2 % der Bevölkerung ausmachten. Bei Massendemonstrationen kam es zu Verhaftungen und einigen Todesfällen bei Auseinandersetzungen mit der Polizei, wodurch die Widerstandsbewegung stark angestachelt wurde.
Am 15. August 1996 sagte der amtierende Premierminister H. D. Deve Gowda (Janata Dal) erstmals die Gründung eines eigenen Bundesstaats zu. Diese Zusage wurde durch die folgenden Premierminister I. K. Gujral (Janata Dal) und Atal Bihari Vajpayee (BJP) am 15. August 1997 bzw. 15. August 1998 bekräftigt. Am 9. November 2000 wurde Uttarakhand unter dem Namen  Uttaranchal der 27. Bundesstaat Indiens. Das Gebiet Uttaranchals wurde aus den vormaligen Divisionen Garhwal und Kumaon sowie aus dem Distrikt Haridwar von Uttar Pradesh gebildet.